# Henri Magne
Henri Magne, né le 9 mai 1953 à Brive-la-Gaillarde et mort près du Douar (Maroc) 5 juin 2006, est un ancien copilote de rallye-raid franco–andorran.

## Biographie
Résidant en Andorre, Henri Magne compte 25 participations au Rallye Dakar depuis 1982. Ce copilote attachait une grande importance à la navigation, navigation qu'il n'avait eu de cesse d'améliorer comme prouve ses cours de navigation maritime et aérienne.
Il a été copilote de Kenjiro Shinozuka avec qui il remporte son premier Dakar en 1997, puis de Jean-Louis Schlesser obtenant un nouveau Dakar en 2000, trois victoires au rallye du Maroc  et trois coupes du monde de rallye-raids. Il remporte une quatrième fois ce classement, les quatre de manière consécutive, avec Carlos Sousa. Il a été également pendant une saison copilote de Luc Alphand, permettant à celui-ci de rapidement gravir les marches qui en font l'un des meilleurs pilotes de son époque. 
Depuis, il était devenu copilote de l'ex-motard Nani Roma. C'est avec lui qu'il est victime d'un accident lors du rallye du Maroc 2006, accident au cours duquel il trouve la mort sur une piste rocailleuse près du Douar de Tiassine. Son corps a été évacué à l'hôpital Sidi Hssaïne de Ouarzazate,  à 550 km au sud-est de Rabat.

## Palmarès
- Rallye Dakar en 1997 (avec Kenjiro Shinozuka) et 2000 (Jean-Louis Schlesser) ;
- Coupe du monde FIA des rallyes tout-terrain : 1998 (Shinozuka), puis 2000, 2001 et 2002 (Schlesser), et enfin 2003 (Carlos Sousa) ;
- 2 victoires en rallye-raids.

## Filmographie
- Taxi 2 - copilote de Jean-Louis Schlesser en début de film